# 全国高等学校柔道選手権大会
全国高等学校柔道選手権大会（ぜんこくこうとうがっこうじゅうどうせんしゅけんたいかい）は、毎年3月に東京の日本武道館で開催される高等学校柔道大会である。通称で「春の武道館」もしくは「春高」とも呼ばれる。
全国高等学校体育連盟からは選抜大会として扱われている。

## 概要
昭和54年に全柔連、高体連、全国朝日放送（現テレビ朝日）により創設。3月31日と4月1日に武道館で開催された。当時は男子団体のみの実施であったが、後述される通り、1988年から個人戦、2006年からは女子団体も行っている。全国高等学校柔道大会（インターハイ）、金鷲旗高校柔道大会にならぶ高校柔道三大大会の一つである。ただし他の大会と異なり1・2年生だけが出場可能。
かつてはテレビ朝日系列で中継されていたが、現在はNHK BSで中継されている。

## 試合形式

### 団体戦
男子は第1回から、女子は第28回大会から行っている。男女とも47都道府県代表と前年度準決勝進出都道府県4校、男子のみ高体連加盟校が多い上位5都道府県を加えた男子56校、女子51校で内閣総理大臣杯を争う。男子団体の優勝旗には主催者の一部としてテレビ朝日の名残がある。
試合はIJF試合審判規定により行う。試合時間は3分。ただし決着がつかない場合は代表戦を行う。（規定時間内に決着つかない場合はゴールデンスコア）
- 男子　5人制（無差別）・勝抜方式。ただし第44回以降は点取方式。
- 女子　3人制（体重別）・点取方式。

#### 歴代優勝校
| 回 | 年     | 男             | 男     | 女           | 女   |
| -- | ------ | -------------- | ------ | ------------ | ---- |
| 1  | 1979年 | 天理           | 奈良   | 実施せず     |      |
| 2  | 1980年 | 天理(2)        | 奈良   | 実施せず     |      |
| 3  | 1981年 | 天理(3)        | 奈良   | 実施せず     |      |
| 4  | 1982年 | 旭川竜谷       | 北海道 | 実施せず     |      |
| 5  | 1983年 | 天理(4)        | 奈良   | 実施せず     |      |
| 6  | 1984年 | 天理(5)        | 奈良   | 実施せず     |      |
| 7  | 1985年 | 世田谷学園     | 東京   | 実施せず     |      |
| 8  | 1986年 | 世田谷学園(2)  | 東京   | 実施せず     |      |
| 9  | 1987年 | 世田谷学園(3)  | 東京   | 実施せず     |      |
| 10 | 1988年 | 東海大五       | 福岡   | 実施せず     |      |
| 11 | 1989年 | 世田谷学園(4)  | 東京   | 実施せず     |      |
| 12 | 1990年 | 世田谷学園(5)  | 東京   | 実施せず     |      |
| 13 | 1991年 | 沖縄尚学       | 沖縄   | 実施せず     |      |
| 14 | 1992年 | 世田谷学園(6)  | 東京   | 実施せず     |      |
| 15 | 1993年 | 東海大相模     | 神奈川 | 実施せず     |      |
| 16 | 1994年 | 世田谷学園(7)  | 東京   | 実施せず     |      |
| 17 | 1995年 | 国士舘         | 東京   | 実施せず     |      |
| 18 | 1996年 | 東海大相模(2)  | 神奈川 | 実施せず     |      |
| 19 | 1997年 | 世田谷学園(8)  | 東京   | 実施せず     |      |
| 20 | 1998年 | 国士舘(2)      | 東京   | 実施せず     |      |
| 21 | 1999年 | 東海大相模(3)  | 神奈川 | 実施せず     |      |
| 22 | 2000年 | 国士舘(3)      | 東京   | 実施せず     |      |
| 23 | 2001年 | 国士舘(4)      | 東京   | 実施せず     |      |
| 24 | 2002年 | 国士舘(5)      | 東京   | 実施せず     |      |
| 25 | 2003年 | 世田谷学園(9)  | 東京   | 実施せず     |      |
| 26 | 2004年 | 国士舘(6)      | 東京   | 実施せず     |      |
| 27 | 2005年 | 桐蔭学園       | 神奈川 | 実施せず     |      |
| 28 | 2006年 | 世田谷学園(10) | 東京   | 三田松聖     | 兵庫 |
| 29 | 2007年 | 東海大相模(4)  | 神奈川 | 埼玉栄       | 埼玉 |
| 30 | 2008年 | 東海大相模(5)  | 神奈川 | 阿蘇         | 熊本 |
| 31 | 2009年 | 東海大相模(6)  | 神奈川 | 埼玉栄(2)    | 埼玉 |
| 32 | 2010年 | 国士舘(7)      | 東京   | 敬愛         | 福岡 |
| 34 | 2012年 | 東海大浦安     | 千葉   | 埼玉栄(3)    | 埼玉 |
| 35 | 2013年 | 東海大浦安(2)  | 千葉   | 敬愛(2)      | 福岡 |
| 36 | 2014年 | 修徳           | 東京   | 埼玉栄(4)    | 埼玉 |
| 37 | 2015年 | 国士舘(8)      | 東京   | 埼玉栄(5)    | 埼玉 |
| 38 | 2016年 | 日体荏原       | 東京   | 敬愛(3)      | 福岡 |
| 39 | 2017年 | 桐蔭学園(2)    | 神奈川 | 夙川学院     | 兵庫 |
| 40 | 2018年 | 国士舘 (9)     | 東京   | 夙川学院 (2) | 兵庫 |
| 41 | 2019年 | 国士舘 (10)    | 東京   | 富士学苑     | 山梨 |
| 44 | 2022年 | 大牟田         | 福岡   | 佐賀商       | 佐賀 |
| 45 | 2023年 | 国士舘 (11)    | 東京   | 柳ヶ浦       | 大分 |
| 46 | 2024年 | 埼玉栄         | 埼玉   | 比叡山       | 滋賀 |
| 47 | 2025年 | 埼玉栄(2)      | 埼玉   | 大牟田       | 福岡 |

2011年の第33回大会は東日本大震災、2020年の第42回大会も新型肺炎のためそれぞれ中止、欠番扱い。2021年3月には2年ぶりに無観客で開催されることになった。ただし、男女の個人戦のみで団体戦は実施されなかった。

### 個人戦
1986年より全国高等学校女子柔道体重別選手権大会が初めて実施される。1988年からは10回目を記念し男女同時開催。加えて男子の無差別も加わった。この当時の個人戦は文京スポーツセンターや東京武道館を会場として使用していた。その後、2005年をもって一旦打ち切られるものの、2010年より復活した。しかし、以前のような男子は無差別のみ、女子は7階級とは異なり、男女各5階級で争われることになった。
階級区分。
2010年 - 2015年
- 男子（60 kg級・73 kg級・81 kg級・90 kg級・無差別）
- 女子（52 kg級・57 kg級・63 kg級・70 kg級・無差別）

2016年 -
- 男子（60 kg級・66 kg級・73 kg級・81 kg級・無差別）
- 女子（48 kg級・52 kg級・57 kg級・63 kg級・無差別）

#### 過去の主な優勝者
オリンピックや世界選手権でメダルを獲得した選手。
- 小林貴子（1986年）
- 鈴木若葉（1988年）
- 溝口紀子（1989年）
- 田村亮子（1993年）
- 阿武教子（1993年、1994年）
- 日下部基栄（1995年、1996年）
- 井上康生（1996年）
- 前田桂子（1997年）
- 薪谷翠（1997年）
- 棟田康幸（1998年）
- 横澤由貴（1998年）
- 塚田真希（1999年）
- 中澤さえ（2000年）
- 佐藤愛子（2000年、2001年）
- 上野順恵（2000年、2001年）
- 杉本美香（2002年）
- 福見友子（2002年、2003年）
- 西田優香（2002年、2003年）
- 渡邉美奈（2002年、2003年）
- 秋本啓之（2003年）
- 高藤直寿（2010年）
- 永瀬貴規（2010年）
- ベイカー茉秋（2012年）
- 朝比奈沙羅(2013年)
- 阿部一二三（2014年）
- 田嶋剛希（2015年）
- 舟久保遥香（2016年）
- 阿部詩（2017年）
- 素根輝（2017年）